# Takumi Miyayoshi
Takumi Miyayoshi (宮吉 拓実 Miyayoshi Takumi?, Shiga, 7 de agosto de 1992) es un futbolista japonés que juega como delantero en el Renofa Yamaguchi F. C. de la J2 League.

## Trayectoria

### Clubes
| Club                       | País  | Año       |
| -------------------------- | ----- | --------- |
| Kyoto Sanga F. C.          | Japón | 2008-2015 |
| Kataller Toyama (cedido)   | Japón | 2014      |
| Sanfrecce Hiroshima        | Japón | 2016-2017 |
| Hokkaido Consadole Sapporo | Japón | 2018      |
| Kyoto Sanga F. C.          | Japón | 2019-2024 |
| Renofa Yamaguchi F. C.     | Japón | 2025-     |